# Russischer Jugendtag 2011

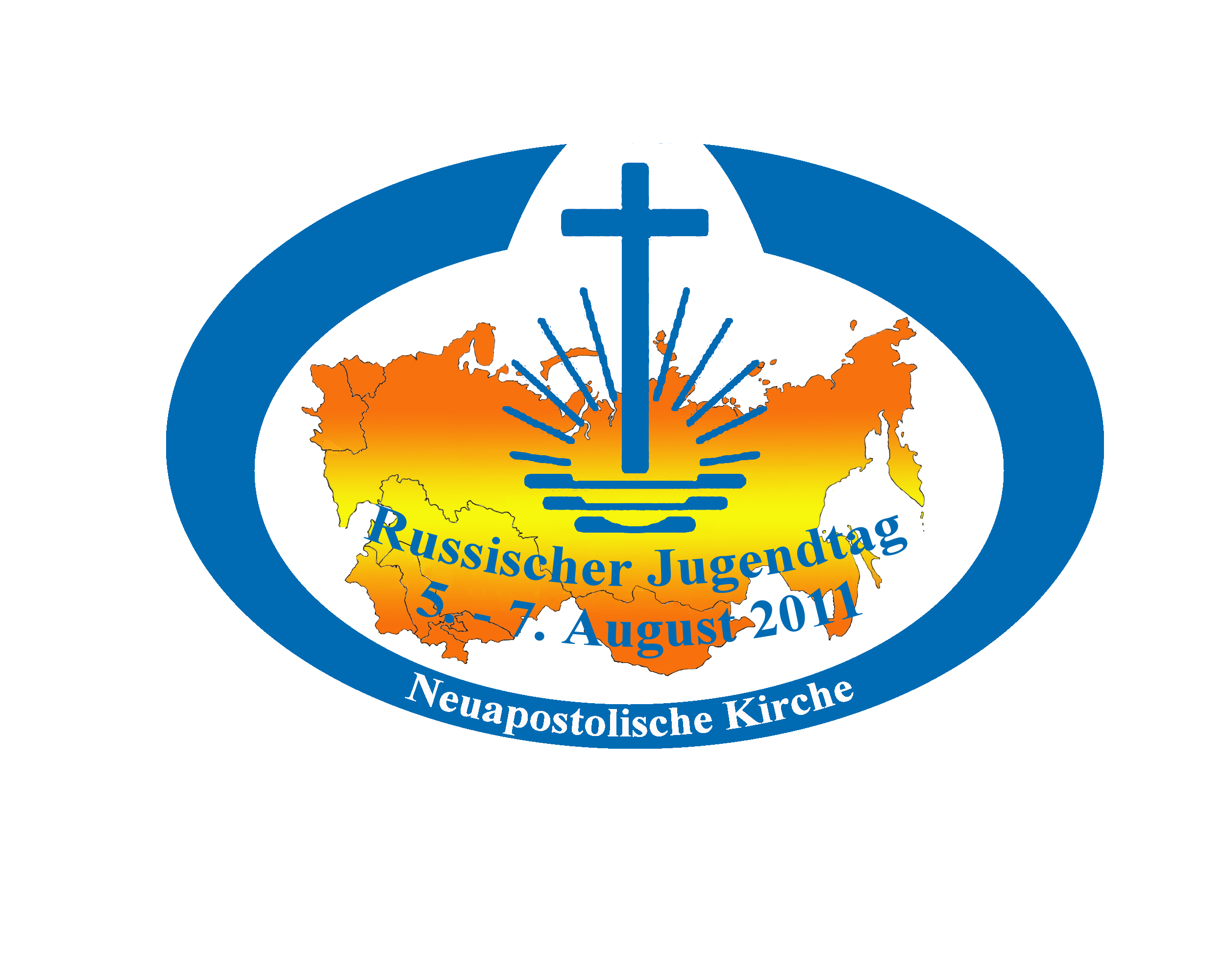
Logo des RJT

Der Russische Jugendtag (RJT 2011) der Neuapostolischen Kirche fand vom 5. bis 7. August 2011 im Erholungsheim Pokrowskoje bei Moskau statt. Er war der erste große Jugendtag in der Geschichte der Neuapostolischen Kirche für die russischsprachigen Länder.

## Entstehung und Vorbereitung
Örtliche Jugendtage finden in der Neuapostolischen Kirche einmal im Jahr statt, jedoch fand  noch kein gesamtrussischer Jugendtag statt. Aus der Idee des Europäischen Jugendtages (EJT 2009) entstand der Gedanke, auch für die russischsprachigen Jugendlichen einen gemeinsamen Jugendtag zu gestalten. Das geistliche Oberhaupt der Neuapostolischen Kirche, Stammapostel Wilhelm Leber, war bei dem Jugendtag anwesend.